# Projection de Sanson-Flamsteed

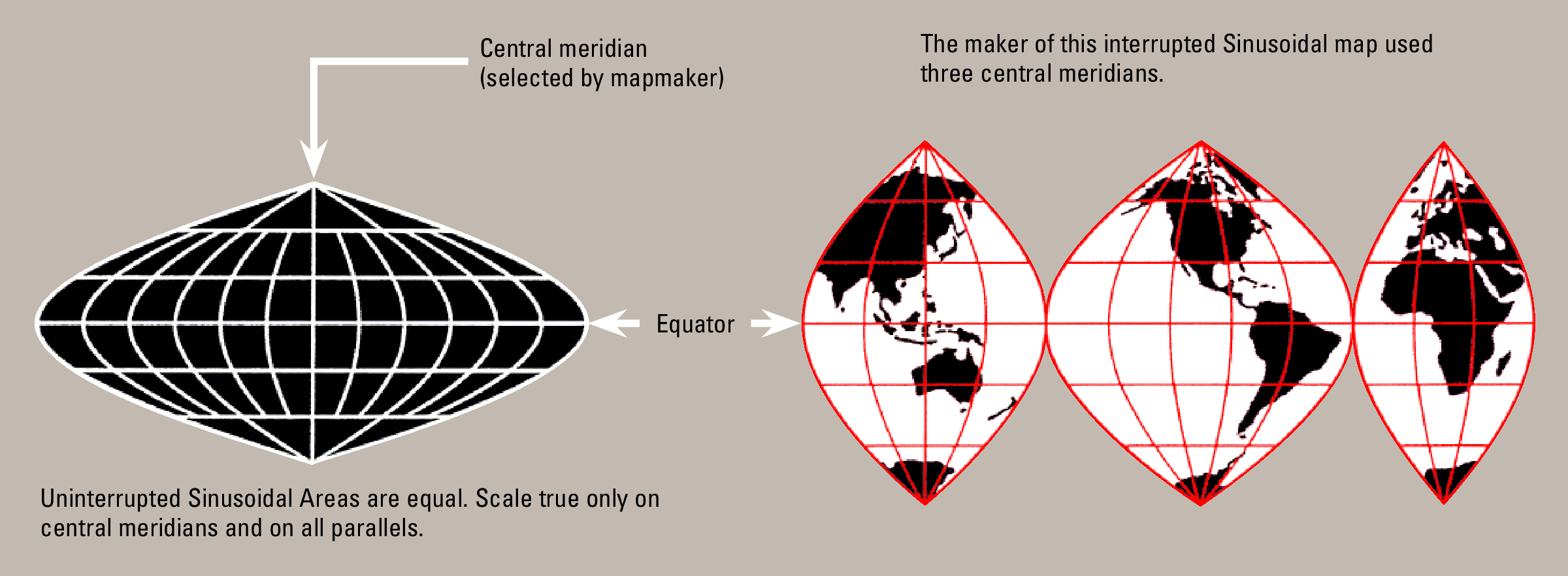
Schéma de la projection sinusoïdale

Résultat de la projection sinusoïdale de la Terre

La projection équivalente et équidistante de Sanson-Flamsteed est une projection sinusoïdale, elle est utilisée pour une représentation globale de la planète. Il s'agit en fait d'un cas particulier de la projection de Bonne.
Dans cette projection les surfaces sont conservées et la représentation des pôles est moins déformée qu'avec une projection cylindrique. Contrairement au cas de la projection de Bonne, les latitudes sont représentées comme des droites parallèles entre elles.
Les déformations minimales se trouvent autour de l'équateur et du méridien central. Contrairement à une simple projection sinusoïdale, une projection de Sanson-Flamsteed "découpe" la carte pour en "redresser" les continents.  Plus précisément, cette représentation est donc souvent utilisée en projection interrompue centrée sur différents méridiens.